# Infinite Dreams
Infinite Dreams е концертен сингъл на британската хевиметъл група Айрън Мейдън. Това е единственият сингъл от видеото „Maiden England“ (1988). Изпълнението е от Бирмингам, Англия през ноември 1988 г, от края на грандиозно турне след албума „Seventh Son of a Seventh Son“. Това е последният сингъл на Ейдриън Смит за цяло десетилетие напред.
Песента е за човек, който вижда живота след смъртта и други мистични неща в сънищата си, но се страхува, че може да не се събуди повече.

## Състав
- Брус Дикинсън – вокал
- Дейв Мъри – китара
- Ейдриън Смит – китара, беквокали
- Стив Харис – бас, беквокали
- Нико Макбрейн – барабани

|  | Тази страница частично или изцяло представлява превод на страницата Infinite Dreams в Уикипедия на английски. Оригиналният текст, както и този превод, са защитени от Лиценза „Криейтив Комънс – Признание – Споделяне на споделеното“, а за съдържание, създадено преди юни 2009 година – от Лиценза за свободна документация на ГНУ. Прегледайте историята на редакциите на оригиналната страница, както и на преводната страница, за да видите списъка на съавторите. ВАЖНО: Този шаблон се отнася единствено до авторските права върху съдържанието на статията. Добавянето му не отменя изискването да се посочват конкретни източници на твърденията, които да бъдат благонадеждни. |